# Rivière La Goudalie
Der Rivière La Goudalie ist ein linker Nebenfluss des Rivière aux Feuilles im Norden der kanadischen Provinz Québec.

## Flusslauf
Der Rivière La Goudalie bildet den 34 km langen Abfluss des Sees Lac Bacqueville. Er fließt in östlicher bis südöstlicher Richtung durch den Kanadischen Schild und mündet schließlich in den Rivière aux Feuilles. Im oberen Flussabschnitt weist der Fluss eine 8 km lange und bis zu 600 m breite seenartige Verbreiterung auf, im Unterlauf bis zur Mündung reichend eine 10 km lange und bis zu 800 m breite Verbreiterung.

## Hydrometrie
Der mittlere Abfluss am Pegel 03JA001 (⊙) bei Flusskilometer 23 beträgt 40,6 m³/s. Das zugehörige Einzugsgebiet hat eine Fläche von 3860 km².
Im folgenden Schaubild werden die mittleren monatlichen Abflüsse des Rivière La Goudalie am Pegel 03JA001 für die Messperiode 1975–1984 in m³/s dargestellt.

## Etymologie
Der Fluss wurde nach Charles de La Goudalie (oder La Gondalie) (1678–1753), Generalvikar im Bistum Québec, benannt.